# Lista de filmes com temática LGBT de 2008
Esta é uma lista de filmes que contém personagens e/ou temática lésbica, gay, bissexual, ou transgênera lançados em 2008.
| Título | Diretor                                                                      | País                                      | Gênero                         | Elenco | Anotações |
| --- | ---------------------------------------------------------------------------- | ----------------------------------------- | ------------------------------ | --- | --- |
| 3-Day Weekend | Rob Williams                                                                 | EUA                                       | Romance, Drama                 | Chris Carlisle, Joel Harrison, Gaetano Jones, Derek Long, Derek Meeker, Douglas Myers                                            | Segue 8 homens gays diferentes, casais e solteiros |
| 8 päivää ensi-iltaan | Perttu Leppä                                                                 | Finlândia                                 | Comédia, Romance               | Laura Birn, Mikko Leppilampi, Iina Kuustonen, Elina Knihtila, Antti Reini, Matti Onnismaa                                        | [ 2 ] |
| 8.5 Hours | Brian Lally                                                                  | Irlanda                                   | Drama                          | Lynette Callaghan, Victor Burke, Jonathan Byrne, Art Kearns, Geraldine Plunkett, Tom O'Sullivan                                  | Segue um dia na vida de quatro trabalhadores de escritório em Dublin                                                                                       |
| 199 recetas para ser feliz | Andrés Waissbluth                                                            | Chile, Espanha                            | Drama                          | Pablo Macaya, Tamara Garea, Andrea García-Huidobro, Àlex Brendemühl, Jordi Dauder, Andrés Waissbluth                             | Um jovem casal passando por uma crise decide viajar para a Espanha                                                                                         |
| 57000 km entre nous | Delphine Kreuter                                                             | França                                    | Drama, Comé                    | Florence Thomassin, Pascal Bongard, Mathieu Amalric, Marie Burgun, Hadrien Bouvier, Stephanie Michelini                          | Uma adolescente procura por uma conexão com outras pessoas e seu pai transexual                                                                            |
| À l’aventure | Jean-Claude Brisseau                                                         | França                                    | Drama, Erótico                 | Carole Brana, Étienne Chicot, Lise Bellynck, Nadia Chibani                                                                       | |
| Affinity | Tim Fywell                                                                   | Reino Unido, Romênia, Canadá              | Drama, Romance                 | Zoë Tapper, Anna Madeley, Domini Blythe, Amanda Plummer, Mary Jo Randle                                                          | trad. Afinidade Uma mulher de classe alta da Inglaterra Vitoriana se apaixona por uma prisioneira de passado desconhecido                                  |
| Ai cao (艾草) | Chiang Hsiu-Chiung                                                           | Taiwan                                    | Drama                          | Pan Lili, Mok Chi-Yee, Chou Heng-Yin, Hsi-Sheng Chen, Tang Zhen Gang                                                             | Uma mulher acredita que seguiu um caminho não convencional na vida, mas descobre que seus filhos desafiam ainda mais a sociedade                           |
| Ai no kotodama (愛の言霊) | Satoshi Kaneda                                                               | Japão                                     | Drama, Romance                 | Hidenori Tokuyama, Yasuka Saito, Rinako Matsuoka                                                                                 | trad. O Espírito da Palavra Amor O relacionamento entre dois amigos de escola fica tenso com a chegada de uma garota                                       |
| All My Life (طول عمري) | Maher Sabry                                                                  | Egito                                     | Drama                          | Mazen Nassar, Ayman, Jwana, Louay, Julian Gonzalez Esparza, Mehammed Amadeus, Maged                                              | Primeiro filme a falar sobre o tema da homossexualidade e a situação dos homossexuais no Egito                                                             |
| Un altro pianeta | Stefano Tummolini                                                            | Itália                                    | Drama                          | Antonio Merone, Lucia Mascino, Francesco Grifoni, Chiara Francini                                                                | [ 9 ] |
| Altromondo | Fabiomassimo Lozzi                                                           | Itália                                    | Drama                          | Francesco Apolloni, Domenico Balsamo, Mirko Batoni, Massimiliano Benvenuto, Michele Bevilacqua                                   | Drama experimental composto de monólogos sobre uma jornada pessoal pela homossexualidade masculina                                                         |
| The Amazing Truth About Queen Raquela                                                                                            | Olaf de Fleur Johannesson                                                    | Filipinas, Islândia                       | Comédia, Drama                 | Raquela Rios, Stefan Schaefer, Olivia Galudo, Brax Villa, Valerie Grand Einarsson                                                | Sobre a artista trans Raquela Rios, uma prostituta filipina trabalhando em Paris que se torna uma estrela pornô da internet                                |
| Das andere Istanbul | Döndü Kiliç                                                                  | Alemanha                                  | Documentário                   | Mehmet Tarhan | Segue jovens homens gays procurando seus caminhos em Istambul                                                                                              |
| Ang Lihim ni Antonio | Joselito Altarejos                                                           | Filipinas                                 | Drama                          | Kenjie Garcia, Jiro Manio, Shamaine Centenera-Buencamino, Josh Ivan Morales, Ricky Ibe, Joey Deleon                              | trad. O Segredo de Antônio A homossexualidade de um adolescente o aliena de sua família e amigos, mas tudo muda quando seu tio libertino faz uma visita    |
| Another Gay Sequel: Gays Gone Wild!                                                                                              | Todd Stephens                                                                | EUA, Alemanha                             | Comédia                        | Jonah Blechman, Jake Mosser, Aaron Michael Davies, Jimmy Clabots, Perez Hilton, RuPaul                                           | Continuação do filme Another Gay Movie de 2006 |
| Antarctica | Yair Hochner                                                                 | Israel                                    | Drama, Romance                 | Tomer Ilan, Ofer Regirer, Lucy Dubinchik, Guy Zo-Aretz, Yiftach Mizrahi, Oshri Sahar                                             | [ 14 ] |
| Arizona Sky | Jeff London                                                                  | EUA                                       | Drama, Romance                 | Eric Dean, Blaise Embry, Kyle Buckland, Jayme McCabe, Patricia Place, Evan Cuthbert                                              | Dois jovens do interior se apaixonam na adolescência e se reencontram como adultos                                                                         |
| The Art of Being Straight | Jesse Rosen                                                                  | EUA                                       | Comédia, Drama, Romance        | Jesse Rosen, Rachel Castillo, Johnny Ray Rodríguez, Jared Grey, Emilia Richeson                                                  | Dois amigos da universidade questionam suas carreiras e sexualidades                                                                                       |
| Assassination of a High School President                                                                                         | Brett Simon                                                                  | EUA                                       | Comédia, Crime, Suspense       | Reece Thompson, Bruce Willis, Mischa Barton, Michael Rapaport, Kathryn Morris, Josh Pais                                         | |
| At Stake | Ucu Agustin, Muhammad Ichsan, Lucky Kuswandi, Iwan Setiawan, Ani Ema Susanti | Indonésia                                 | Documentário                   | | Mostra os tabus enfrentados pelas mulheres indonésias em um país muçulmano                                                                                 |
| The Awakening of Spring | Arthur Allan Seidelman                                                       | EUA                                       | Drama                          | John Aniston, Javier Picayo, Yuval David, Victoria Tennant, Bridget Moloney, Nicholas Downs                                      | Baseado na peça musical Spring Awakening |
| The Baby Formula | Alison Reid                                                                  | Canadá                                    | Comédia                        | Angela Vint, Megan Fahlenbock, Rosemary Dunsmore, Dmitry Chepovetsky, Maggie Cassella                                            | Mocumentário onde um casal de lésbicas engravidam depois de um experimento com células-tronco que criou esperma a partir de seu DNA                        |
| Bastardy | Amiel Courtin-Wilson                                                         | Austrália                                 | Documentário                   | Jack Charles | Sobre Jack Charles, sem-teto, ladrão, e fundador da primeira companhia de teatro aborígene                                                                 |
| Be Like Others | Tanaz Eshaghian                                                              | Irã, EUA                                  | Documentário                   | | Sobre pessoas trans no Irã |
| Beatific Vision | Sountru                                                                      | EUA                                       | Drama, Romance                 | Joe Higuchi, Norm Munoz, Michael Vega                                                                                            | O namorado de um homem morre de câncer cerebral e retorna como um anjo para guiá-lo                                                                        |
| Between Love & Goodbye | Casper Andreas                                                               | EUA                                       | Drama, Romance                 | Simon Miller, Justin Tensen, Rob Harmon, Jane Elliott, Aaron Michael Davies, Caroline Delran                                     | Um homem francês se casa com sua amiga lésbica para poder ficar nos Estados Unidos com seu parceiro                                                        |
| Between Something & Nothing | Todd Verow                                                                   | EUA                                       | Drama                          | Tim Swain, Robert Axel, Gil Bar-Sela, Theodore Bouloukos                                                                         | Um calouro em artes procura um relacionamento com um garoto de programa                                                                                    |
| Bi the Way | Brittany Blockman, Josephine Decker                                          | EUA                                       | Documentário                   | Austin Head, J. Michael Bailey, Jennifer Bamgardner                                                                              | Segue as vidas de jovens bissexuais nos Estados Unidos |
| Binyag | Miko Jacinto                                                                 | Filipinas                                 | Drama                          | Ran Domingo, Paolo Rivero, Ynez Veneracion, Simon Ibarra, Kenjie Garcia, Lou Veloso                                              | Um jovem do campo recebe uma oferta para virar uma estrela na cidade grande                                                                                |
| Bloedbroeders | Arno Dierickx                                                                | Países Baixos                             | Drama                          | Erik van Heijningen, Matthijs van de Sande Bakhuyzen, Sander van Amsterdam, Derk Stenvers, Carolien Spoor                        | Nos anos 60, três jovens são chantageados por um ladrão a quem eles tinham ajudado                                                                         |
| Bokura no ai no kanade (僕らの愛の奏で)                                                                                          | Yōka Kusano                                                                  | Japão                                     | Drama                          | Koki Watari, Masato Uchiyama, Tsuyoshi Hayata, Namihiko Ohmura                                                                   | Um jovem estudante de música é apaixonado por seu colega de classe                                                                                         |
| Bookends | Matt Riddlehoover                                                            | EUA                                       | Comédia, Romance, Drama        | Matt Riddlehoover, Brandon Eaves, Lindsey Hancock Williamson, Sam Williamson, Jacob York                                         | Um grupo de amigos se reúnem para uma festa de aniversário                                                                                                 |
| Brideshead Revisited | Julian Jarrold                                                               | Reino Unido                               | Drama                          | Matthew Goode, Ben Whishaw, Hayley Atwell, Emma Thompson, Michael Gambon, Greta Scacchi                                          | trad. Brideshead Revisited - Desejo e Poder Baseado no romance homônimo de Evelyn Waugh                                                                    |
| Broken Windows | Tony Hickman                                                                 | EUA                                       | Drama                          | Larisa Oleynik, Sarah Thompson, Jennifer Hall, Sara Jane Nash, Corri English                                                     | Cinco mulheres diferentes enfrentam escolhas monumentais que mudarão suas vidas                                                                            |
| Buddenbrooks | Heinrich Breloer                                                             | Alemanha                                  | Drama, Histórico               | Armin Mueller-Stahl, Jessica Schwarz, August Diehl, Mark Waschke, Iris Berben, Léa Bosco                                         | Baseado no romance Buddenbrooks: Verfall einer Familie de Thomas Mann                                                                                      |
| Bukang-liwayway | Adolfo B. Alix Jr.                                                           | Filipinas                                 | Romance                        | Coco Martin, Paolo Rivero | Também conhecido como Daybreak Dois homens de férias e sozinhos em uma casa tem que decidir se terminarão ou continuarão juntos                            |
| Chasing The Devil: Inside the Ex-Gay Movement                                                                                    | Mishara Canino-Hussung, Bill Hussung                                         | EUA                                       | Documentário                   | Wayne Besen, Richard Cohen, Jack Drescher                                                                                        | Sobre o movimento ex-gay |
| Chemin de croix | Cyril Legann                                                                 | França                                    | Drama                          | Sabine Bail, Alexandre Palmieri, Fabien de Marchi, Thomas Badek, Johan Libéreau, Christian Giudicelli                            | Dois jovens criminosos fogem da polícia e desenvolvem uma relação ambígua                                                                                  |
| Christian Blake | Eoin Macken                                                                  | Irlanda                                   | Suspense                       | Eoin Macken, Brian Fortune, Emmett Scanlan, Christina Hughes, Maura Duffy, Donal Patterson                                       | Com a ajuda de uma jornalista, um sociopata internado em um hospício pode rever o amigo que é o foco de sua obsessão                                       |
| Chuzhie (Чужие) | Yuri Grymov                                                                  | Rússia                                    | Drama                          | Scarlett McAlister, Viktor Bychkov, Kathleen Gati, Jeff Grays                                                                    | [ 36 ] |
| Ciao | Yen Tan                                                                      | EUA                                       | Drama                          | Adam Neal Smith, Alessandro Calza, Charles W. Blaum                                                                              | Dois homens formam um vínculo depois que um amigo em comum morre em um acidente de carro                                                                   |
| Čitulja za Eskobara | Milorad Milinković                                                           | Sérvia                                    | Crime, Comédia                 | Vojin Ćetković, Tamara Garbajs, Zijah Sokolović, Jelisaveta 'Seka' Sablić, Boris Komnenić, Marko Živić                           | Um jovem efeminado perseguido na escola vira um chefe do crime anos depois                                                                                 |
| Comme les autres | Vincent Garenq                                                               | França                                    | Comédia                        | Lambert Wilson, Pilar López de Ayala, Pascal Elbé, Anne Brochet, Andrée Damant                                                   | |
| Condo | Martin Cabrera                                                               | Filipinas                                 | Mistério, Drama, Suspense      | Coco Martin, Arnold Reyes, Perla Bautista, Diana Malahay, Chx Alcala, Love Thadani                                               | O segurança de um condomínio é assombrado por um misterioso telefonema                                                                                     |
| Corazones de mujer | Pablo Benedetti, David Sordella                                              | Itália                                    | Drama                          | Aziz Ahmeri, Ghizlane Waldi, Mohammed Wajid                                                                                      | Uma noiva italiana se aventura por Marrocos com uma costureira trans uma semana antes de seu casamento                                                     |
| La corona | Amanda Micheli, Isabel Vega                                                  | EUA                                       | Documentário                   | | Segue um concurso de beleza em uma prisão feminina |
| El cuerno de la abundancia | Juan Carlos Tabío                                                            | Cuba                                      | Comédia                        | Jorge Perugorría, Enrique Molina, Paula Ali, Yoima Valdés, Laura De la Uz, Annia Bu Maure                                        | A descoberta de um tesouro que será distribuído entre homens do mesmo nome desperta a ganância de uma pequena cidade rural                                 |
| Cure for Love | Francine Pelletier, Christina Willings                                       | Canadá                                    | Documentário                   | | Um controverso movimento evangélico tenta converter homossexuais em heterossexuais                                                                         |
| The Curse of Steptoe | Michael Samuels                                                              | Reino Unido                               | Drama, Biográfico              | Jason Isaacs, Phil Davis, Roger Allam, Clare Higgins, Burn Gorman, Rory Kinnear                                                  | O ator inglês Harry H. Corbett tenta fugir do typecasting, enquanto seu coadjuvante Wilfrid Brambell é marginalizado por sua sexualidade                   |
| Darker Secrets: Sideline Secrets II                                                                                              | Steven Vasquez                                                               | EUA                                       | Drama                          | David Beutler, Rick Bolander, Riley Sheridan, Ryan Bauer, Danika Christie, Ryan Lynn                                             | Um jovem policial é encarregado de examinar fitas gravadas por um psiquiatra e um detetive                                                                 |
| Daybreak | Adolfo Alix Jr.                                                              | Filipinas                                 | Drama, Romance                 | Coco Martin, Paolo Rivero | Um homem casado passa uma noite com seu amante após um tempo separados                                                                                     |
| Daydream Obsession 3: Legacy | Thomas R. Smyth                                                              | EUA                                       | Drama                          | Matthew Stephen Herrick, Ronnie Kerr, Jack Saber, Gerardo Zambrano, J.J. Glenn, Brett Stoepler                                   | Último filme da série iniciada em 2003 |
| Deb and Sisi | Mark Kenneth Woods                                                           | Canadá                                    | Comédia                        | Mark Kenneth Woods, Michael Venus                                                                                                | [ 48 ] |
| Derek | Bernard Rose, Isaac Julien                                                   | Reino Unido                               | Documentário                   | Derek Jarman, Tilda Swinton, Isaac Julien                                                                                        | Sobre o cineasta gay Derek Jarman |
| Devotee | Rémi Lange                                                                   | França                                    | Drama, Romance                 | Guillaume Quashie-Vauclin, Hervé Chenais, Ilmann Bel, Sophie Blondy, Antoine Parlebas, Rémi Lange                                | Um homem gay que nasceu sem pés nem mãos procura por intimidade ao se comunicar com pessoas acrotomofilíacas online                                        |
| Dim Sum Funeral | Anna Chi                                                                     | EUA, Canadá                               | Comédia, Drama                 | Bai Ling, Steph Song, Talia Shire                                                                                                | trad. Meu Último Desejo Quatro irmãos que não se dão bem, um homem e três mulheres, se reencontram no funeral de sua mãe                                   |
| Disgrace | Steve Jacobs                                                                 | Austrália, África do Sul                  | Drama                          | John Malkovich, Ériq Ebouaney, Natalie Becker, Antoinette Engel, Thandi Sebe                                                     | Exposto por ter um caso com uma aluna negra, um professor e sua filha lésbica se mudam para o Cabo Oriental na África do Sul pós-apartheid                 |
| Dive!! (ダイブ!!) | Naoto Kumazawa                                                               | Japão                                     | Drama                          | Kento Hayashi, Sosuke Ikematsu, Junpei Mizobata, Asaka Seto, Ken Mitsuishi, Toru Emori                                           | |
| Dog Tags | Damion Dietz                                                                 | EUA                                       | Drama                          | Paul Preiss, Hoyt Richards, Candy Clark, Keythe Farley, Diane Davisson, Bart Fletcher                                            | Explora o intenso relacionamento entre dois jovens marinheiros                                                                                             |
| Donggeo, Dongrak (동거, 동락) | Kim Tae-hee                                                                  | Coreia do Sul                             | Drama, Romance                 | Kim Chung, Jo Yoon-hee, Kim Dong-wook, Jeong Seung-ho, Kil Hae-yeon                                                              | Os relacionamentos românticos, platônicos, e familiares de várias mulheres                                                                                 |
| Donne-moi la main | Pascal-Alex Vincent                                                          | França, Alemanha                          | Drama                          | Victor Carril, Alexandre Carril, Anaïs Demoustier, Samir Harrag, Patrick Hauthier, Katrin Sass                                   | Gêmeos intensamente íntimos decidem ir ao velório da mãe que nunca conheceram                                                                              |
| Dos mil metros (sobre el nivel del mar)                                                                                          | Marcelo Tobar                                                                | México                                    | Drama                          | Giovanna Zacarías, Ari Brickman, Xavier Therrien, Mónica Huarte, Paulina Treviño                                                 | Um homem permite que três pessoas de seu passado vivam de graça em seu apartamento                                                                         |
| Dostana | Tarun Mansukhani                                                             | Índia                                     | Comédia                        | Abhishek Bachchan, John Abraham, Priyanka Chopra, Bobby Deol, Kirron Kher, Sushmita Mukherjee                                    | |
| Dream Boy | James Bolton                                                                 | EUA                                       | Drama                          | Stephan Bender, Max Roeg, Randy Wayne, Owen Beckman, Thomas Jay Ryan, Rooney Mara                                                | Dois adolescentes gay se apaixonam no sul rural dos EUA na década de 70                                                                                    |
| East/West: Sex & Politics | Jochen Hick                                                                  | Alemanha                                  | Documentário                   | Nicolai Alekseev, Volker Beck, Evgenia Debrianskaya, Sergei Golovach, Peter Tatchell                                             | As lutas da comunidade LGBT russa para organizar um evento de orgulho                                                                                      |
| Echte Wiener – Die Sackbauer-Saga                                                                                                | Kurt Ockermüller                                                             | Áustria                                   | Comédia, Drama                 | Karl Merkatz, Ingrid Burkhard, Erika Deutinger, Klaus Rott, Manuel Rubey Alexander Waechter                                      | [ 59 ] |
| Einstein and Eddington | Philip Martin                                                                | Reino Unido                               | Drama, Biográfico              | David Tennant, Richard McCabe, Andy Serkis, Patrick Kennedy, Rebecca Hall, Jim Broadbent                                         | Dramatiza o trabalho dos cientistas Sir Arthur Stanley Eddington e Albert Einstein                                                                         |
| Élève libre | Joachim Lafosse                                                              | Bélgica, França                           | Drama                          | Jonas Bloquet, Jonathan Zaccaï, Yannick Renier, Claire Bodson, Pauline Étienne, Anne Coesens                                     | |
| Eleven Minutes | Michael Selditch, Robert Tate                                                | EUA                                       | Documentário                   | Jay McCarroll, Kelly Cutrone, Malan Breton, Nancy Kane, Carson Kressley, Jason Low                                               | Segue a preparação do designer Jay McCarroll para seu primeiro desfile independente                                                                        |
| Empaná de pino | Edwin Oyarce                                                                 | Chile                                     | Comédia, Terror                | Peña Pablo Lang, Barbara Vera, Hija de Perra, Adriana Diaz, Perdida, Irina Gallardo                                              | Uma mulher que quer reviver seu marido vende tortas de carne humana                                                                                        |
| Equality U | Dave O'Brien                                                                 | EUA                                       | Documentário                   | | Um grupo de jovens ativistas LGBT viajam pelo país para combater as políticas de 19 universidade conservadoras                                             |
| Evet, ich will! | Sinan Akkuş                                                                  | Alemanha                                  | Comédia, Romance               | Oliver Korittke, Heinrich Schafmeister, Lale Yavaş, Tim Seyfi, İdil Üner, Hülya Duyar                                            | Quatro histórias de amor e quatro tentativas de casamento                                                                                                  |
| Fall of Hyperion | Rex Piano                                                                    | EUA                                       | Ficção Científica              | Johnny Hotel Albergo, Jon Briddell, Traber Burns, Thomas Calabro, Randy Crowder, Cynthia Gibb                                    | Também conhecido como Total Eclipse Um scientista da NASA descobre que sua estação espacial foi atingida por um meteoro e vai cair em Los Angeles          |
| Family | Faith Trimel                                                                 | EUA                                       | Comédia, Drama, Romance        | Charyse Monet, Leslie Gilliam, Fadhia Carmelle Marcelin, Mahogany Ratcliffe, Tarina Pouncy, Faith Trimel                         | Um grupo de amigas lésbicas fazem um pacto para saírem do armário juntas                                                                                   |
| Fashion | Madhur Bhandarkar                                                            | Índia                                     | Drama, Romance                 | Priyanka Chopra, Kangana Ranaut, Mugdha Godse, Arjan Bajwa, Samir Soni                                                           | Uma jovem de uma cidade pequena realiza seu sonho de virar modelo, mas tudo tem seu preço                                                                  |
| Fashion Victim | Ben Waller                                                                   | EUA                                       | Suspense                       | Jonathon Trent, Robert Miano, James C. Burns, Stacey Dash, Cerina Vincent, Saul Herckis                                          | trad. Vítimas de um Maníaco Baseado nos crimes de Andrew Cunanan, incluindo o assassinato do designer Gianni Versace                                       |
| A Festa da Menina Morta | Matheus Nachtergaele                                                         | Brasil                                    | Drama                          | Daniel de Oliveira, Juliano Cazarré, Jackson Antunes, Cássia Kis, Dira Paes                                                      | |
| A Finished Life: The Goodbye & No Regrets Tour                                                                                   | Michelle Boyaner, Barbara Green                                              | EUA                                       | Documentário                   | Terri Garber, Gregg Gour | Um homem de meia idade soropositivo descobre que tem seis meses de vida e decide fazer a viagem da sua vida                                                |
| Fiona's Script | Florencia Manovil                                                            | EUA                                       | Drama                          | Sonia Montejano, Giovannie Espiritu, Deirdre Renee Draginoff, James Z. Feng, Kathreen Khavari, Allan Lazo                        | Após terminar com seu namorado, uma roteirista luta com sua falta de criatividade e um interesse inesperado por uma jovem misteriosa                       |
| Football Under Cover | Ayat Najafi, David Assmann                                                   | Alemanha, Irã                             | Documentário                   | Niloofar Basir, Narmila Fathi, Sanna El-Agha, Marlene Assmann, Ayat Najafi, Huseyin Karaduman                                    | Um time alemão viaja para o Irã para um amistoso contra a seleção nacional feminina não oficial, o primeiro jogo de futebol feminino no país               |
| For My Wife… | David Rothmiller                                                             | EUA                                       | Documentário                   | Charlene Strong, Chris Gregoire, Gloria Steinem, Evan Wolfson                                                                    | O trabalho da ativista lésbica Charlene Strong |
| Forasters | Ventura Pons                                                                 | Espanha                                   | Drama                          | Anna Lizaran, Joan Pera, Joan Borràs, Dafnis Balduz, Aida Oset, Pepa López                                                       | [ 72 ] |
| Forbidden Love (禁断の恋) | Yōka Kusano                                                                  | Japão                                     | Drama, Romanco                 | Mikami Masashi, Katou Ryousuke, Naoki Yukawa, Koji Watabe, Kiminari Matsumoto                                                    | Um designer retorna ao país após estudar em Nova Iorque e passa a morar com seu chefe e seus dois filhos                                                   |
| Frankie Howerd: Rather You Than Me                                                                                               | John Alexander                                                               | Reino Unido                               | Comédia, Drama, Biográfico     | David Walliams, Rafe Spall | Sobre o comediante Frankie Howard e seu relacionamento com seu gerente e parceiro Dennis Heymer                                                            |
| Friends & Lovers: The Ski Trip 2                                                                                                 | Maurice Jamal                                                                | EUA                                       | Comédia, Romance               | Maurice Jamal, John Rankin, Daren Fleming, Cassandra Cruz, Liz Beckham                                                           | Continuação do filme The Ski Trip de 2004 |
| A Frozen Flower (쌍화점) | Yoo Ha                                                                       | Coreia do Sul                             | Histórico, Drama               | Jo In-sung, Joo Jin-mo, Song Ji-hyo, Shim Ji-ho, Lim Ju-hwan                                                                     | |
| Fuera de carta | Nacho G. Velilla                                                             | Espanha                                   | Comédia, Romance               | Javier Cámara, Lola Dueñas, Fernando Tejero, Benjamín Vicuña, Luis Varela, Chus Lampreave                                        | trad. À moda da casa A vida de um famoso chef gay é atrapalhada pela chegada de seus filhos e um jogador de futebol atraente                               |
| Garden Party | Jason Freeland                                                               | EUA                                       | Drama                          | Vinessa Shaw, Willa Holland, Richard Gunn                                                                                        | |
| Gender Me | Nefise Özkal Lorentzen                                                       | Noruega                                   | Documentário                   | Mansour Saberi, Abdullah, Imam Daayiee, Kaltham Alexander Lie, B. Lennart Persson                                                | Um refugiado iraniano gay viaja de Oslo para Istambul para examinar a homossexualidade no mundo islâmico                                                   |
| The Guitar | Amy Redford                                                                  | EUA                                       | Drama                          | Saffron Burrows, Isaach De Bankolé, Paz de la Huerta, Mia Kucan, Adam Trese, Janeane Garofalo                                    | |
| Guter Junge | Torsten C. Fischer                                                           | Alemanha                                  | Drama                          | Klaus J. Behrendt, Sebastian Urzendowsky, Gabriela Maria Schmeide, Sandro Lohmann, Martin Brambach                               | Um taxista descobre as tendências pedofíliacas de seu filho adolescente                                                                                    |
| Guy Gilles et le temps désaccordé                                                                                                | Gaël Lépingle                                                                | França                                    | Documentário                   | Adèle Csech, Mattéo Caranta, Pierre Lazarus, Macha Méril, Noun Serra                                                             | Homenagem ao cineasta francês Guy Gilles |
| Half Past Ten | Sascha Bachmann                                                              | Alemanha, Reino Unido                     | Drama, Crime, Romance          | Michael F. Stoerzer, Kerstin Linnartz, Andre Schneider, Sascia Haj, Frank Christian Marx, Charlotte Happe                        | Um alcoólatra se encontra desapaixonado por sua esposa |
| Half-Life | Jennifer Phang                                                               | EUA                                       | Drama, Ficção Científica       | Sanoe Lake, Leonardo Nam, Julia Nickson, Lee Marks, Susan Ruttan, James Eckhouse                                                 | |
| Happy Holidays | James Ferguson                                                               | EUA                                       | Comédia                        | Paul Hungerford, John B. Crye, Thomas Rhoads, Michael Emanuel, Bill Daly, Noah Crawford                                          | Três amigos de infância inesperadamente se reúnem em Connecticut loga antes do Natal                                                                       |
| The Hills Have Thighs | James Bubba Cromer                                                           | EUA                                       | Comédia                        | Lisa Blume, Kdawn Branham, James Bubba Cromer, Mollie S. Gross, Mona Lisa Johnson                                                | Um ícone hillbilly desaparece nas Apalaches e os locais formulam teorias absurdas                                                                          |
| His Highness Hollywood | Ian Halperin                                                                 | EUA                                       | Documentário                   | Janice Dickinson, Melanie Gideon, Ian Halperin, Ron Jeremy, Jay Leno, Belinda Montgomery                                         | Um repórter se infiltra em Hollywood fingindo ser um ator gay                                                                                              |
| Hommes à louer | Rodrigue Jean                                                                | Canadá                                    | Documentário                   | Rodrigue Jean, Rachel Freeman | Segue um grupo de garotos de programa por 12 horas em Montreal                                                                                             |
| Horror in the Wind | Max Mitchell                                                                 | EUA                                       | Comédia, Ficção Científica     | Perren Hedderson, Morse Bicknell, Courtney Bell, Jiji Hise                                                                       | Dois geneticistas criam uma fórmula aerotransportada que muda a sexualidade das pessoas                                                                    |
| House of Usher | David Decoteau                                                               | EUA                                       | Suspense, Erótico              | Michael Cardelle, Frank Mentier, Jaimyse Haft, Ian Shaw, Jack Carlisle, Bart Voitila                                             | Adaptação homoerótica do conto A Queda da Casa de Usher de Edgar Allan Poe                                                                                 |
| Hua chi le na nv hai (花吃了那女孩)                                                                                              | Hung-i Chen                                                                  | Hong Kong                                 | Comédia, Drama, Romance        | Mok Chi-Yee, Karena Lam, Sandrine Pinna, Yang-kun Chen, Belle Hsin, An-an Hsu                                                    | Quatro histórias separadas seguindo relacionamentos lésbicos                                                                                               |
| I Can't Think Straight | Shamim Sarif                                                                 | Reino Unido                               | Comédia, Romance, Drama        | Lisa Ray, Sheetal Sheth, Antonia Frering, Dalip Tahil, Ernest Ignatius, Amber Rose Revah                                         | Baseado no romance homônimo de Sarif |
| I'll Come Running | Spencer Parsons                                                              | Dinamarca                                 | Drama, Romance                 | Jon Lange, Kjartan Arngrim, Morten Holst, Melonie Diaz, Christian Tafdrup                                                        | Um jovem dinamarquês viajando pelo Texas passa uma noite com uma garota de Austin e as vidas dos dois são conectadas                                       |
| Ice Blues | Ron Oliver                                                                   | EUA                                       | Mistério, Crime                | Chad Allen, Sebastian Spence | Quarto filme protagonizado pelo detetive gay Donald Strachey, dos romances de Richard Stevenson                                                            |
| Imoral | Adolfo Alix Jr.                                                              | Filipinas                                 | Drama, Romance                 | Paolo Paraíso, Katherine Luna, Arnold Reyes, Edgar Allan Guzman, Perla Bautista, Adriana Agcaoili                                | Um homem vive com sua esposa e seu amante |
| Improvvisamente l'inverno scorso                                                                                                 | Gustav Hofer, Luca Ragazzi                                                   | Itália                                    | Documentário                   | Gustav Hofer, Luca Ragazzi, Veronica Pivetti                                                                                     | Um casal gay falam com pessoas na rua, políticos, e líderes religiosos sobre a homofobia italiana                                                          |
| The Informers | Gregor Jordan                                                                | EUA                                       | Suspense, Crime, Drama         | Billy Bob Thornton, Kim Basinger, Mickey Rourke, Winona Ryder, Amber Heard                                                       | |
| Insatiable | Jessie Kirby                                                                 | Irlanda                                   | Suspense                       | John Cronin, Laura Donnelly, Damien Kearney, Jon Kenny, Darine Ni Dhonnchadha, Nora-Jane Noone                                   | Uma assistente de loja descobre que seu chefe megalomaníaco vende carne humana para seus clientes                                                          |
| Intimidades de Shakespeare y Víctor Hugo                                                                                         | Yulene Olaizola                                                              | México                                    | Documentário                   | Rosa Elena Carbajal, Florencia Vega Moctezuma                                                                                    | A avó da diretora descreve seu inquilino, o cantor e pintor Jorge Riosse, que sofria de transtorno bipolar e poderia ter sido um assassino em série        |
| An Island Calling | Annie Goldson                                                                | Nova Zelândia                             | Documentário                   | Owen Scott | Examina o assassinato de John Scott, líder da Cruz Vermelha de Fiji, e seu parceiro                                                                        |
| J'ai rêvé sous l'eau | Hormoz                                                                       | França                                    | Drama                          | Hubert Benhamdine, Caroline Ducey, Christine Boisson, Hicham Nazzal, Franck Victor, Hélène Michel                                | Um homem bissexual desesperado por amor acaba se tornando um prostituto                                                                                    |
| Jang-rye-shik-eui-mem-beo (장례식의 멤버)                                                                                        | Baek Seung-bin                                                               | Coreia do Sul                             | Drama                          | Ji Seon-ae, Lee Ju-seung, Oh Ji-eun, Park Myung-shin, Song Ha-yoon, Yoo Ha-bok                                                   | Também conhecido como Members of the Funeral A história de uma família disfuncional é revelada durante um funeral                                          |
| Jay | Francis Xavier Pasion                                                        | Filipinas                                 | Drama, Comédia, Crime          | Baron Geisler, Coco Martin, Flor Salanga, Angelica Rivera, Rjay Payawal, J.C. Santos                                             | Um homem produz um documentário sobre um professor gay assassinado que tinha o mesmo nome que ele                                                          |
| Je vous hais petites filles | Yann Gonzalez                                                                | França                                    | Drama                          | Kate Moran, Pierre-Vincent Chapus, Damien Gourmelon, Suzanne Combeaud, Salvatore Viviano, Marie France                           | [ 97 ] |
| Jerusalem Is Proud to Present | Nitzan Giladi                                                                | Israel                                    | Documentário                   | Adam Russo, Mina Fenton, Noa Sattath, Yehuda Levin                                                                               | [ 98 ] |
| Jimmie | Tobias Ineichen                                                              | Suíça                                     | Drama                          | Joel Basman, Martin Rapold, Michael Neuenschwander, Stephanie Japp, Miriam Stein, Sandra Utzinger                                | Um adolescente com autismo morando com sua mãe solteira encontra um refúgio na natação                                                                     |
| Jiu jiang feng (九降風) | Tom Lin                                                                      | Taiwan                                    | Drama                          | Chang Chea, Rhydian Vaughan, Jennifer Chu, Wang Bo-Chieh, Teresa Daley, Chris Chiu                                               | Segue 7 jovens em 1996 nos meses antes de sua formatura |
| Kambyo | Joselito Altarejos                                                           | Filipinas                                 | Drama                          | Kenjie Garcia, Ray An Dulay, Harold Macasero, Gabz del Rosario, Ricky Santos, Junior Ventura                                     | [ 101 ] |
| Kaméleon | Krisztina Goda                                                               | Hungria                                   | Drama                          | Ervin Nagy, Gabriella Hámori, Zsolt Trill, János Kulka, Sándor Csányi, Zsolt László                                              | |
| Käsky | Aku Louhimies                                                                | Finlândia                                 | Drama, Histórico               | Samuli Vauramo, Pihla Viitala, Eero Aho, Eemeli Louhimies, Miina Maasola, Riina Maidre                                           | Durante a guerra civil finlandesa, um soldado se relaciona com seu comandante para salvar a comunista que ama                                              |
| Khastegi | Bahman Motamedian                                                            | Irã                                       | Drama                          | Ghavi Bal, Bahare Ghavibal, Asghar Nejad                                                                                         | Segue sete pessoas trans vivendo em Teerã |
| Kinsey Sicks: Almost Infamous | Ken Bielenberg                                                               | EUA                                       | Documentário                   | Chris Dilley, Irwin Keller, Jeff Manabat, Ben Schatz                                                                             | Um grupo de 33 ativistas LGBT viajam pelo país para combater as políticas de universidade conservadoras                                                    |
| Kiss Me Deadly | Ron Oliver                                                                   | EUA                                       | Suspense, Ação                 | Robert Gant, Shannen Doherty, Fraser Brown, John Rhys-Davies, Nathan Whitaker, Katherine Kennard                                 | trad. Efeito Delphi: O Beijo da Morte Um ex-espião tem uma vida pacata com seu namorado e filha, mas tudo muda com o reaparecimento de sua antiga parceira |
| Kizumomo. (キズモモ。) | Toru Yamamoto                                                                | Japão                                     | Drama                          | Toru Baba, Yuta Furukawa, Ryûnosuke Kawai, Kaoru Mizuki, Katsuya Kobayashi, Masahiro Komoto                                      | Um jovem que ama sua liberdade conhece um aspirante a relojoeiro de personalidade oposta                                                                   |
| Kraliçe Fabrika'da | Ali Kemal Güven                                                              | Turquia                                   | Drama, Romance                 | Dicle Kartal, Çağrı Aslan, Şenol Demir, Fatih Günaydın, Umut Armağan, Hande Yener                                                | Segue as vidas de jovens homossexuais das periferias de Istambul                                                                                           |
| Leonera | Pablo Trapero                                                                | Argentina, Coreia do Sul, Brasil, Espanha | Drama, Crime                   | Martina Gusman, Elli Medeiros, Rodrigo Santoro, Laura García, Tomás Plotinsky, Leonardo Sauma                                    | |
| Limbo | Horacio Rivera                                                               | México                                    | Drama, Fantasia                | Francisco Barcala, Ruben Cristiany, Fatima Diaz, Enoc Leano, Erika de la Llave, Martha Claudia Moreno                            | Um adolescente gay sofre um acidente e acaba preso em um limbo                                                                                             |
| Little Ashes | Paul Morrison                                                                | Reino Unido, Espanha                      | Biográfico, Drama              | Robert Pattinson, Javier Beltrán, Matthew McNulty, Marina Gatell                                                                 | Sobre o relacionamento entre Salvador Dalí e Federico García Lorca                                                                                         |
| Lokas | Gonzalo Justiniano                                                           | Chile, México, França                     | Comédia                        | Rodrigo Bastidas, Coco Legrand, Raimundo Bastidas, Fabiola Campomanes, Rodrigo Murray, Juan Pablo Sáez                           | Um homem homofóbico descobre que seu pai é gay |
| The Lollipop Generation | G. B. Jones                                                                  | Canadá                                    | Drama                          | Jena von Brücker, Mark Ewert, Jane Danger, Vaginal Davis, Calvin Johnson, Jen Smith                                              | Uma adolescente foge de casa depois de sair do armário e conhece outros jovens LGBT sem-teto                                                               |
| Lønsj | Eva Sørhaug                                                                  | Noruega                                   | Drama                          | Ane Dahl, Torp Pia, Tjelta Aksel, Hennie Bjørn, Floberg Nicolai, Cleve Broch, Anneke von der Lippe                               | [ 111 ] |
| The Lost Coast | Gabriel Fleming                                                              | EUA                                       | Drama                          | Ian Scott McGregor, Lucas Alifano, Lindsay Benner, Chris Yule, Rob Hatzenbeller, Bradly Mena                                     | Quando um grupo de velhos amigos se reencontram na noite de Halloween, dois deles tem que confrontar seu passado                                           |
| Lovebirds | Roni Bertubin                                                                | Filipinas                                 | Drama, Romance, Comédia        | Boots Anson-Roa, Tommy Abuel, Joseph Izon, Andrés Alexis, Johnron Tañada, Adrian Ramirez                                         | Um jovem muda a dinâmica de sua família quando convida seu amigo espanhol para conhecê-los                                                                 |
| Luan qing chun (亂青春) | Chi-Yuarn Lee                                                                | Taiwan                                    | Drama, Romance                 | Amiya Lee, Chien-hui Liao, Angel Yao                                                                                             | [ 114 ] |
| Mała wielka miłość | Lukasz Karwowski                                                             | Polônia, EUA                              | Comédia, Romance               | Joshua Leonard, Agnieszka Grochowska, Mikolaj Grabowski, Agnieszka Pilaszewska, Michael Dunn, Robert Forster                     | O relacionamento entre um americano com problemas de comprometimento e a universitária polonesa que está grávida de seu filho                              |
| Maman est chez le coiffeur | Léa Pool                                                                     | Canadá                                    | Drama                          | Céline Bonnier, Laurent Lucas, Marianne Fortier, Elie Dupuis, Aliocha Schneider, Maxime Allard                                   | trad. Mamãe foi ao Cabeleireiro No verão de 1966, uma garota descobre que seu pai tem um casa com outro homem e avisa sua mãe                              |
| Mamma Mia! | Phyllida Lloyd                                                               | EUA, Reino Unido, Alemanha                | Musical, Comédia, Romance      | Meryl Streep, Pierce Brosnan, Colin Firth, Stellan Skarsgård, Julie Walters, Dominic Cooper, Amanda Seyfried, Christine Baranski | Baseado na peça musical homónima |
| Manay Po! 2: Overload | Joel Lamangan                                                                | Filipinas                                 | Comédia                        | Rufa Mae Quinto, Cherry Pie Picache, Polo Ravales, John Prats, Jiro Manio, Sid Lucero                                            | Continuação do filme de 2006 sobre uma mulher e seus 3 filhos gays                                                                                         |
| Mannen som elsket Yngve | Stian Kristiansen                                                            | Noruega                                   | Musical, Drama                 | Rolf Kristian Larsen, Arthur Berning, Ida Elise Broch, Ole Christoffer Ertvåg                                                    | Baseado no romance homônimo de Tore Renberg |
| Martyrs | Pascal Laugier                                                               | França, Canadá                            | Terror, Drama, Suspense        | Mylène Jampanoï, Morjana Alaoui, Patricia Tulasne, Robert Toupin, Xavier Dolan, Juliette Gosselin                                | |
| Más allá de mí | Jesús Mario Lozano                                                           | México                                    | Drama                          | Humberto Busto, Flor Payán, Luis Gerardo Méndez, Cecilia Hernández, Fernando Noriega, Oliver Cantú Lozano                        | Três colegas de quarto abrigam um jovem casal misterioso                                                                                                   |
| Meadowlark | Taylor Greeson                                                               | EUA                                       | Documentário                   | Taylor Greeson | As memórias da vida do diretor |
| Mein Freund aus Faro | Nana Neul                                                                    | Alemanha                                  | Drama                          | Anjorka Strechel, Lucie Hollmann, Tilo Prückner, Isolda Dychauk, Kai-Peter Malina, Philipp Quest                                 | [ 121 ] |
| Miao Miao (渺渺) | Cheng Hsiao-Tse                                                              | Taiwan                                    | Comédia, Drama, Romance        | Sandrine Pinna, Fan Wing, Ko Chia-yen, Kang Ren Wu, Chu Chung-Heng, Shao-Huai Chang                                              | Recém chegada em Taipé, uma garota se apaixona pelo dono bissexual de uma loja de CDs enquanto sua colega de turma se apaixona por ela                     |
| Milk | Gus Van Sant                                                                 | EUA                                       | Biográfico, Drama              | Sean Penn, Emile Hirsch, Josh Brolin, Diego Luna, Alison Pill, Victor Garber                                                     | Biografia do ativista Harvey Milk |
| Misconceptions | Ron Satlof                                                                   | EUA                                       | Comédia, Drama                 | Orlando Jones, David Moscow, David Sutcliffe, Samuel Ball, Sarah Carter, A.J. Cook                                               | Uma mulher conservadora casada recebe uma mensagem de Deus a instruindo a ser a barriga de aluguel de um casal gay inter-racial                            |
| Modern Love | Stéphane Kazandjian                                                          | França                                    | Comédia, Romance               | Alexandra Lamy, Stéphane Rousseau, Bérénice Bejo, Clotilde Courau, Mélanie Bernier, Valérie Karsenti                             | Vários casais terminam e voltam a ficar juntos durante um réveillon                                                                                        |
| A Moment in June (ณ ขณะรัก) | O. Nathapon                                                                  | Tailândia                                 | Drama                          | Shahkrit Yamnarm, Sinitta Boonyasak, Krissada Sukosol, Deuntem Salitul, Suchao Pongwilai, Napatkorn Mitr-em                      | Seis vidas se conectam em Junho de 1999 |
| Mou ye chi sing (無野之城) | Lawrence Ah Mon                                                              | Hong Kong                                 | Drama                          | Ron Heung Tze-Chun, Leung Yu-Chung, Yuan Lin, John Tai Ji-Ching, Monie Tung Man-Lee                                              | Estrelado por membros do time de baseball de Hong Kong |
| Mulligans | Chip Hale                                                                    | Canadá                                    | Romance, Drama                 | Dan Payne, Thea Gill, Charlie David, Derek James                                                                                 | |
| Muñeca | Sebastian Arrau                                                              | Chile                                     | Comédia                        | Benjamín Vicuña, Marcial Tagle, Ana Fernández, María de Los Ángeles García, Catalina Guerra                                      | Um homem gay conhece uma mulher de 40 anos que quer engravidar e decide realizar o desejo dela e ser pai                                                   |
| The Mysteries of Pittsburgh | Rawson Marshall Thurber                                                      | EUA                                       | Aventura, Comédia, Drama       | Jon Foster, Peter Sarsgaard, Sienna Miller, Nick Nolte, Mena Suvari, Omid Abtahi                                                 | trad. Usina de Sonhos O filho recém formado de um gângster passa um verão explorando o amor, sexualidade, e os enigmas da vida                             |
| Natsuyasumi no yôna ikkagetsu (夏休みのような一ヵ月)                                                                             | Kôji Kawano                                                                  | Japão                                     | Drama                          | Hirofumi Araki, Ikusaburo Yamazaki                                                                                               | Um ciclista mensageiro faz amizade com um suicida após este o colocar no hospital com um acidente                                                          |
| Nés en 68 | Olivier Ducastel, Jacques Martineau                                          | França                                    | Drama                          | Laetitia Casta, Yannick Renier, Yann Trégouët                                                                                    | trad. Nascidos em 68 Dois jovens amantes tem suas vidas transformadas pela revolução de 1968                                                               |
| Nesio | Alan Coton                                                                   | México                                    | Crime, Drama, Comédia          | Jorge Adrián Espíndola, Tenoch Huerta, César Jaime, Claudette Maillé                                                             | Após conhecer uma mulher mascarada, um traficante de segunda se envolve em um homicídio                                                                    |
| The New Twenty | Chris Mason Johnson                                                          | EUA                                       | Drama                          | Bill Sage, Terry Serpico, Nicole Bilderback, Colin Fickes, Andrew Wei Lin, Ryan Locke                                            | Cinco amigos em seus 20 anos descobrem verdades sobre si mesmos e sua amizade                                                                              |
| New Wave | Gaël Morel                                                                   | França                                    | Drama, Ação, Comédia           | Béatrice Dalle, Valentin Ducommun, Victor Chambon, Marc Rioufol, Solenn Jarniou, Franck Taponard                                 | Um jovem estudioso faz amizade com um garoto punk |
| Newcastle | Dan Castle                                                                   | Austrália, Japão                          | Drama                          | Lachlan Buchanan, Xavier Samuel, Reshad Strik, Shane Jacobson                                                                    | |
| Next Attraction | Raya Martin                                                                  | Filipinas                                 | Drama                          | Jaclyn Jose, Coco Martin, Paolo Rivero                                                                                           | [ 134 ] |
| NightDragon | Tim Biddiscombe                                                              | Reino Unido                               | Suspense, Crime, Drama         | Imogen Church, Annette Kellow, Alan Ford, Scott North, Russell Jones, Nick Stanley                                               | Uma criminosa tem que decidir se pode arriscar sua vida para salvar a amante que ela traiu                                                                 |
| Noah's Arc: Jumping the Broom | Patrik-Ian Polk                                                              | EUA, Canadá                               | Drama                          | Darryl Stephens, Christian Vincent, Doug Spearman, Rodney Chester, Jensen Atwood                                                 | Baseado na série televisiva Noah's Arc, sobre homens gay negros e latinos                                                                                  |
| Le nouveau monde | Étienne Dhaene                                                               | França                                    | Drama                          | Vanessa Larré, Natalia Dontcheva, Grégory Fitoussi, Andréa Ferréol, Alain Doutey, Patrice Juiff                                  | Duas mulheres juntas à 5 anos decidem ter um filho através da inseminação artificial e procuram um doador de esperma                                       |
| Ti nyhta pou o Fernando Pessoa synantise ton Konstadino Kavafi (Τη Νυχτα που ο Φερνάντο Πεσσόα συναντησε τον Κωνσταντίνο Καβάφη) | Stelios Charalampopoulos                                                     | Grécia, Portugal, Chipre                  | Documentário                   | Minas Hatzisavvas, Luis Lima Barreto, Othonas Metaxas, Makis Arvanitakis, Dimitris Oikonomidis, Aimilios Tsouvalis               | O encontro entre os escritores Fernando Pessoa e Constantine Cavafy em 1929                                                                                |
| October Moon 2: November Son | Jason Paul Collum                                                            | EUA                                       | Terror, Comédia, Drama         | Judith O'Dea, Brinke Stevens, Sacha Sacket, Lloyd Pedersen, Jerod Howard, Tina Ona Paukstelis                                    | Continuação do filme de 2005 |
| The Ode | Nilanjan Neil Lahiri                                                         | Índia, EUA                                | Drama                          | Sachin Bhatt, Wilson Cruz, Sakina Jaffrey, Parvesh Cheena, Diego Serrano, Rebecca Hazlewood                                      | Um jovem gay indiano foge para Hollywood para escapar sua mãe superprotetora e as memórias da morte de seu pai                                             |
| Okean | Mikhail Kosyrev-Nesterov                                                     | Rússia                                    | Drama                          | Jorge Luis Castro, Monse Duany Gonzalez, Alina Rodriguez Ruiz                                                                    | Um jovem de uma comunidade pescadora cubana procura por uma nova vida e amor                                                                               |
| On choisit pas ses parents | Thierry Binisti                                                              | França                                    | Drama                          | Flannan Obe, Elisabeth Vitali, Alex Descas, Milan Argaud, Louise Heritier, Nova-Louna Castano                                    | Com seu pai desaparecido após a morte de sua mãe, três irmãos prometem que não serão separados                                                             |
| On the Other Hand, Death | Ron Oliver                                                                   | EUA                                       | Mistério, Crime                | Chad Allen, Sebastian Spence, Margot Kidder, Daryl Shuttleworth                                                                  | Terceiro filme protagonizado pelo detetive gay Donald Strachey, dos romances de Richard Stevenson                                                          |
| One, Two, Many | Michael DeLorenzo                                                            | EUA                                       | Comédia                        | John Melendez, Bellamy Young, Jeff Ross, Hudson Leick, Rena Riffel, Sandra Taylor                                                | Um homem quer ter uma namorada que aceite fazer um ménage com outra mulher                                                                                 |
| Orgies and the Meaning of Life                                                                                                   | Brad T. Gottfred                                                             | EUA                                       | Comédia, Romance, Drama        | Brad T. Gottfred, Lindsay Wray, Katherine Carlson, Lena Bookall, Remy Thorne                                                     | [ 145 ] |
| Ornaments | Brian Samuel Davis                                                           | EUA                                       | Comédia, Drama, Suspense       | Kelly May, Chad Olson, Jordana Oberman                                                                                           | Seis amigos se reúnem para o que pode ser seu último feriado juntos                                                                                        |
| The Other War | Tamar Glezerman                                                              | Israel                                    | Drama                          | Keren Berger, Orit Zafran, Hen Yanni                                                                                             | Três mulheres lutam para terem uma vida normal em Tel Aviv durante a guerra do Líbano de 2006                                                              |
| Otto; or, Up with Dead People | Bruce LaBruce                                                                | Canadá, Alemanha                          | Erótico, Comédia, Terror       | Jey Crisfar, Marcel Schlutt, Nicholas Fox Ricciardi, Keith Boehm, Olivia Barth                                                   | trad. Otto; ou Viva a Gente Morta Duas lésbicas conhecem um zumbi gay e decidem fazer um documentário sobre ele                                            |
| Out in India: A Family's Journey                                                                                                 | Tom Keegan                                                                   | EUA                                       | Documentário                   | David Gere, Peter Carley | Segue um casal de ativistas gays e seus filhos em sua luta contra a AIDS na Índia                                                                          |
| Out Late | Jennifer Brooke, Beatrice Alda                                               | EUA                                       | Documentário                   | Leanna Bradley, Walter Rothenburger, Cathy Jambrosic, Elaine Webber, Ken Rusk                                                    | Segue cinco pessoas da comunidade LGBT que só saíram do armário após os 55 anos                                                                            |
| Pageant | Stewart Halpern-Fingerhut, Ron Davis                                         | EUA                                       | Documentário                   | Carl Glorioso, Victoria Parker, Robert Martin, David Lowman, Tony Brewer, Raquel Chevallier                                      | Segue cinco homens competindo pelo título de Miss Gay America                                                                                              |
| Pánik | Attila Till                                                                  | Hungria                                   | Comédia                        | Ági Gubík, Valcz Péter, Ildikó Bánsági, Judit Schell                                                                             | Personagens diferentes tem ataques de pânico |
| Pansy Division: Life in a Gay Rock Band                                                                                          | Michael Carmona                                                              | EUA                                       | Documentário                   | Jon Ginoli, Chris Freeman, Larry Livermore, Jello Biafra, Rob Halford, Billie Joe Armstrong                                      | Sobre a banda punk gay Pansy Division |
| Parable | Jon Jost                                                                     | EUA                                       | Crime                          | Ryan Harper Gray, Tyler Messner, Stephen Taylor, Rachael LeValley, Kim Matthews                                                  | [ 154 ] |
| El patio de mi cárcel | Belén Macías                                                                 | Espanha                                   | Drama                          | Candela Peña, Verónica Echegui, Violeta Pérez, Ana Wagener, Tatiana Astengo                                                      | Uma ex-presidiária não consegue se ajustar à vida fora da cadeia e monta um grupo de teatro com suas amigas                                                |
| Patrik, Age 1.5 | Ella Lemhagen                                                                | Suécia                                    | Comédia, Drama                 | Gustaf Skarsgård, Torkel Petersson, Tom Ljungman                                                                                 | |
| Paupahan | Joven Tan                                                                    | Filipinas                                 | Drama                          | Gloria Romero, German Moreno, Jay Manalo, Snooky Serna, Allen Dizon, Angelu de Leon                                              | Três histórias de pessoas que moram do lado de um cemitério                                                                                                |
| Pedro | Nick Oceano                                                                  | EUA                                       | Drama                          | Alex Loynaz, Justina Machado, Hale Appleman, Matt Barr                                                                           | Sobre Pedro Zamora, educador e conscientizador sobre a Aids que era abertamente gay e seropositivo                                                         |
| Pescuit sportiv | Adrian Sitaru                                                                | Romênia, França                           | Drama                          | Adrian Titieni, Ioana Flora, Maria Dinulescu, Alexandru Georgescu, Sorin Vasilescu                                               | [ 158 ] |
| Performance Anxiety | Paul Dangerfield                                                             | Austrália                                 | Comédia, Romance, Drama        | Wanda D'Parke, Joss Mars, Luke Mitchell                                                                                          | A história de amor entre um músico hippie e um funcionário de escritório obsessivo                                                                         |
| La personne aux deux personnes                                                                                                   | Nicolas Charlet, Bruno Lavaine                                               | França                                    | Comédia, Fantasia              | Daniel Auteuil, Alain Chabat, Marina Foïs, François Damiens, Frédéric Beigbeder                                                  | trad. Doi2 em Um Após morrer em um acidente, o espírito de um cantor extravagante dos anos 80 possui o corpo de um contador chato                          |
| Piao Lang Qing Chun (漂浪青春)                                                                                                   | Zero Chou                                                                    | Taiwan                                    | Drama                          | Pai Chih-Ying, Serena Fang, Chao Yi-lan, Lu Yi-ching, Sam Wang, Herb Hsu                                                         | Três mulheres; uma criança, uma jovem, e uma idosa, vivem em partes diferentes da ilha e procuram suas verdadeiras identidades                             |
| Le Plaisir de chanter | Ilan Duran Cohen                                                             | França                                    | Comédia, Crime                 | Marina Foïs, Lorànt Deutsch, Caroline Ducey, Pierre Palmade, Jeanne Balibar, Julien Baumgartner                                  | [ 162 ] |
| Playing with Fire | David Decoteau                                                               | EUA                                       | Suspense                       | Kelly Albanese, Susan Anton, Michael Bergin                                                                                      | |
| Polar Opposites | Fred Olen Ray                                                                | EUA                                       | Ficção Científica, Ação, Drama | Charles Shaughnessy, Tracy Nelson, Ken Barnett, Beth Grant, Kieren Hutchison, Clive Revill                                       | Quando os polos magnéticos da Terra começam a se reverter, um cientista precisa se juntar a uma velha amiga e seu amante para salvar o mundo               |
| Praxis | Alex Pacheco                                                                 | EUA                                       | Drama                          | Tom Macy, Andrew Roth | [ 164 ] |
| Preludium | Johan Melin                                                                  | Dinamarca                                 | Drama                          | Anna Fabricius, Lotte Norholm Andersen, Mette Riber Christoffersen, Radoje Cukie, Nicolei Faber                                  | Uma sessão de hipnose nas periferias de Copenhague é o ponto de colisão para a vida de várias pessoas                                                      |
| Il primo giorno d'inverno | Mirko Locatelli                                                              | Itália                                    | Drama                          | Mattia De Gasperis, Michela Cova, Giuseppe Cederna                                                                               | Um jovem solitário vê algo que mudará sua vida para sempre                                                                                                 |
| Prodigal Sons | Kimberly Reed                                                                | EUA                                       | Documentário                   | Kimberly Reed, Carol McKerrow, Marc McKerrow                                                                                     | A diretora, uma mulher trans, retorna a sua cidade natal para a reunião do colegial                                                                        |
| El proprietario | Valentín Javier Diment, Luis Ziembrowski                                     | Argentina                                 | Suspense, Terror, Crime        | Jimena Anganuzzi, Carla Crespo, Mario Das Arias, Edgardo Livov Macklin, Luis Ziembrowski                                         | Uma atriz de novela lésbica é perseguida por seu novo vizinho                                                                                              |
| Rainhas | Ricardo Bruno, Fernanda Tornaghi                                             | Brasil                                    | Documentário                   | Michele Honda, Otacilio Junior, Orlando Almeida, Julia Sanches, Renata Finsk                                                     | Segue um jovem que viaja de Rondônia até o Rio de Janeiro para participar do concurso de beleza Miss Gay Brasil                                            |
| Ready? OK! | James Vasquez                                                                | EUA                                       | Comédia                        | Michael Emerson, Carrie Preston, Lurie Poston                                                                                    | Uma mãe solteira deve aprender a aceitar seu filho fã de A Noviça Rebelde que quer ser líder de torcida                                                    |
| Respekt | Johannes Joner                                                               | Noruega                                   | Drama                          | Dizzet, Knut Joner, Vikram Kee Damslora, Fredrik Stabenfeldt, Elias Peña Corral, Svend Erichsen                                  | [ 171 ] |
| Rivales | Fernando Colomo                                                              | Espanha                                   | Comédia                        | Ernesto Alterio, Goya Toledo, Kira Miró, Santi Millán, Gonzalo de Castro                                                         | Duas equipes de futebol infantil se preparam para a grande final de um torneio                                                                             |
| RocknRolla | Guy Ritchie                                                                  | Reino Unido, EUA                          | Crime, Ação, Suspense          | Gerard Butler, Tom Wilkinson, Thandiwe Newton, Mark Strong, Idris Elba, Tom Hardy                                                | |
| Sa raison d'être | Renaud Bertrand                                                              | França                                    | Drama                          | Clémentine Célarié, Nicolas Gob, Michaël Cohen, Valérie Mairesse, Nozha Khouadra, Bérénice Bejo                                  | Mostra a epidemia da AIDS na França dos anos 80 pela perspectiva de uma família                                                                            |
| Sappho (Сафо) | Robert Crombie                                                               | Ucrânia                                   | Drama, Romance                 | Avalon Barrie, Todd Soley, Lyudmila Shiryaeva, Oksana Osipova, Elissaios Vlachos                                                 | Durante sua lua de mel na ilha de Lesbos, uma mulher se apaixona pela filha de um arqueólogo russo                                                         |
| Sayangkoldong yangkwajajeom aentikeu (서양골동양과자점 앤티크)                                                                   | Min Kyu-dong                                                                 | Coreia do Sul                             | Comédia, Drama                 | Ju Ji-hoon, Kim Jae-wook, Yoo Ah-in, Choi Ji-ho, Andy Gillet, Ko Chang-seok, Yeo Jin-goo                                         | trad. Padaria Antique Também conhecido como Antique, baseado no mangá Antique Bakery de Fumi Yoshinaga                                                     |
| Selma | Erik Leijonborg                                                              | Suécia                                    | Drama, Biográfico, Histórico   | Helena Bergström, Ola Rapace, Alexandra Rapaport, Sonja Richter, Lisa Lindgren, Nina Zanjani                                     | A história da escritora sueca Selma Lagerlöf |
| Il seme della discordia | Pappi Corsicato                                                              | Itália                                    | Comédia                        | Alessandro Gassman, Caterina Murino, Martina Stella, Valeria Fabrizi, Angelo Infanti, Michele Venitucci                          | Uma mulher descobre que está grávida no dia que seu marido revela ser estéril                                                                              |
| Senność | Magdalena Piekorz                                                            | Polônia                                   | Drama                          | Michal Zebrowski, Rafał Maćkowiak, Bartosz Obuchowicz, Joanna Orleańska, Andrzej Grabowski, Krzysztof Zawadzki                   | Inércia e caos afetam as vidas de uma mulher narcoléptica, um escritor com uma doença terminal, e um médico gay                                            |
| The Sensei | Diana Lee Inosanto                                                           | EUA                                       | Ação, Drama                    | Diana Lee Inosanto, Keith David, Michael O'Laskey II, Mark McGraw, Kerry Knuppe, Jeff Liu                                        | No Colorado de 1985, uma mulher faixa preta em artes marciais começa a treinar um jovem gay em segredo                                                     |
| Senza fine | Roberto Cuzzillo                                                             | Itália                                    | Drama, Romance                 | Cristina Serafini, Irene Ivaldi, Margherita Fumero, Simona Nasi, Marcella Enrico                                                 | Um casal lésbico viaja para a Holanda para uma delas ser inseminada artificialmente                                                                        |
| Serbis | Brillante Mendoza                                                            | Filipinas                                 | Drama                          | Coco Martin, Jaclyn Jose, Gina Pareño, Mercedes Cabral, Kristoffer King, Julio Diaz                                              | Segue os conflitos de uma família dona de um cinema pornográfico                                                                                           |
| Sexe, gombo et beurre salé | Mahamat-Saleh Haroun                                                         | França                                    | Comédia, Drama                 | Marius Yelolo, Mata Gabin, Aïssa Maïga, Dioucounda Koma, Lorella Cravotta, Manuel Blanc                                          | Um homem marfinês descobre que sua esposa tem um caso com um homem branco, seu filho é gay, e sua vizinha está tentando seduzi-lo                          |
| Sex Positive | Daryl Wein                                                                   | EUA                                       | Documentário                   | Dotty Berkowitz, Demetre Daskalakis, Richard Dworkin, William Haseltine, Larry Kramer, Michael Lucas                             | Sobre o escritor e ativista gay Richard Berkowitz |
| Sikil | Roni Bertubin                                                                | Filipinas                                 | Drama                          | Ken Escudero, Will Sandejas, Ashley Silverio, Justine Plummer, Reynald Russell Santos                                            | Um triângulo amoroso entre um jovem prostituto, seu amigo, e a namorada deste                                                                              |
| Sometimes in Life | Anthony Vallone                                                              | EUA                                       | Drama                          | Sara Stepnicka, Eric Morrison, Gunhild Gill, Jon E. Livernois                                                                    | [ 185 ] |
| Sommerhuset | Ole Giæver                                                                   | Noruega                                   | Drama                          | Maria Bock, Yngvild Støen Grotmol, Fredrik Longva, Marte Magnusdotter Solem, Kim Sørensen, Karoline Øyan                         | Uma mulher se afasta da irmã ao se recusar a aceitar seu luto pela morte da mãe                                                                            |
| Stare fuori | Fabiomassimo Lozzi                                                           | Itália                                    | Drama                          | Guia Jelo, Ivo Micioni, Federico Pacifici, Nausicaa Benedettini, Alessandro Riceci, Carlo Del Giudice                            | Um jovem siciliano vai à Roma para procurar sua ex-namorada e fica na casa de amigos da família que acabaram de perder um filho da mesma idade             |
| Starz Inside: Ladies or Gentlemen                                                                                                | Kevin Burns                                                                  | EUA                                       | Documentário                   | RuPaul, Tim Curry, Jack Lemmon, Robin Williams                                                                                   | As histórias por trás das performances de cross-dressing mais famosas de Hollywood                                                                         |
| Still Black: A Portrait of Black Transmen                                                                                        | Kortney Ryan Ziegler                                                         | EUA                                       | Documentário                   | Kylar Broadus, Louis Mitchell | Seis homens trans negros falam sobre suas experiências com raça, gênero, imagem corporal, e status                                                         |
| Surveillance | Jennifer Lynch                                                               | EUA                                       | Suspense, Crime                | Julia Ormond, Bill Pullman, Pell James, Caroline Aaron                                                                           | Um agente do FBI rastreia um assassino em série com a ajuda de três quase-vítimas                                                                          |
| Taiikukan Baby (体育館ベイビー)                                                                                                  | Yoshihiro Fukagawa                                                           | Japão                                     | Drama                          | Yuichi Nakamura, Takahashi Yuuta, Sho Kubo, Mirei Kiritani, Nanami Sakuraba, Makoto Kawahara                                     | Também conhecido como Gymnasium Baby, segue o relacionamento entre dois rivais de diferentes times de natação                                              |
| Tausend Ozeane | Luki Frieden                                                                 | Alemanha                                  | Drama                          | Maximilian Simonischek, Max Riemelt, Joel Basman, Thierry van Werveke, Nicole Max                                                | [ 191 ] |
| Teenage Angst | Thomas Stuber                                                                | Alemanha                                  | Suspense, Drama                | Franz Dinda, Niklas Kohrt, Janusz Kocaj, Michael Ginsburg, Stephanie Schönfeld, Michael Schweighöfer                             | Em um internato de elite, quatro alunos escapam após o toque de recolher                                                                                   |
| Telstar: The Joe Meek Story | Nick Moran                                                                   | Reino Unido                               | Drama, Biográfico              | Con O'Neill, Kevin Spacey, Pam Ferris, JJ Feild, James Corden, Tom Burke                                                         | A vida e o trabalho do compositor gay Joe Meek |
| The Thank You Girls | Charliebebs Gohetia                                                          | Filipinas                                 | Comédia                        | Jeff Salonga, Pidot Villocino, July Jimenez, E.J. Pantujan, Kit Poliquit, Kim Vergara                                            | Cansados de perderem concursos de beleza na cidade grande, cinco cross-dressers e seu empresário vão criar um nas províncias                               |
| Thicker Than Water: The Vampire Diaries Part 1                                                                                   | Phil Messerer                                                                | EUA                                       | Fantasia, Terror, Comédia      | Devon Dionne, Eilis Cahill, JoJo Hristova                                                                                        | Um família tenta cuidar de sua filha vampira |
| Til Death Do Us Part | Vita Lusty                                                                   | EUA                                       | Documentário                   | | Mostra a realidade de mulheres encarceiradas por matarem seus parceiros abusivos                                                                           |
| El tinte de la fama | Alejandro Bellame                                                            | Venezuela                                 | Drama                          | Elaiza Gil, Alberto Alifa, Miguel Ferrari                                                                                        | Uma mulher trans acredita ser a reencarnação de Marilyn Monroe                                                                                             |
| To Each Her Own | Heather Tobin                                                                | Canadá                                    | Drama, Romance                 | Hannah Hogan, Dre Carrwgton, Lise Moule, Shaughnessy Redden                                                                      | Ao conhecer uma mulher abertamente lésbica, uma mulher casada tem que enfrentar sua própria sexualidade                                                    |
| Topless (トップ) | Eiji Uchida                                                                  | Japão                                     | Drama, Comédia                 | Erika Okuda, Mina Shimizu, Sô Sakamoto, Ryûnosuke Kawai, Aya Omasa, Maki Sawa                                                    | Quando sua ex-namorada anuncia que vai se casar com um homem, uma mulher fica inconsolável                                                                 |
| Tote Schwule - Lebende Lesben | Rosa von Praunheim                                                           | Alemanha                                  | Documentário                   | Albrecht Becker, Manuela Kay, Maren Kroymann, Mahide Lein, Joe Luga                                                              | Examina a liderança lésbica no movimento queer do presente e lembra a perda gay do passado                                                                 |
| La Très très grande entreprise                                                                                                   | Pierre Jolivet                                                               | França                                    | Comédia                        | Roschdy Zem, Marie Gillain, Jean-Paul Rouve, Adrien Jolivet, Guilaine Londez, Arlette Thomas                                     | Quatro amigos lutam contra uma empresa poluidora internacional                                                                                             |
| Trinidad | Jay Hodges, PJ Raval                                                         | EUA                                       | Documentário                   | Stanley Biber, Marci Bowers, Laura Ellis, Sabrina Marcus                                                                         | Uma cirurgiã trans e duas de suas pacientes tentam transformar a cidade de Colorado na capital da cirurgia de redesignação sexual                          |
| Tru Loved | Stewart Wade                                                                 | EUA                                       | Comédia, Drama                 | Najarra Townsend, Jake Abel, Michael Thompson, Alexandra Paul, Cynda Williams, Alec Mapa                                         | Criada em São Francisco por um casal de lésbicas e um casal de gays, uma adolescente tem que se mudar para um subúrbio conservador                         |
| L'uomo che ama | Maria Sole Tognazzi                                                          | Itália                                    | Drama                          | Pierfrancesco Favino, Monica Bellucci, Kseniya Rappoport, Michele Alhaique, Glen Blackhall, Piera Degli Esposti                  | [ 203 ] |
| The Universe of Keith Haring | Christina Clausen                                                            | EUA                                       | Documentário                   | Fab 5 Freddy, Bill T. Jones, David LaChapelle, Hans Mayer, Carlo McCormick, Yōko Ono                                             | Sobre o artista gay Keith Haring |
| Valentino: The Last Emperor | Matt Tyrnauer                                                                | EUA                                       | Documentário                   | Valentino Garavani, Giancarlo Giammetti, Doutzen Kroes, Nati Abascal, Giorgio Armani                                             | trad. Valentino: O Último Imperador Sobre o designer de moda italiano Valentino Garavani                                                                   |
| Varg Veum - Kvinnen i kjøleskapet                                                                                                | Alexander Eik                                                                | Noruega                                   | Crime, Drama                   | Trond Espen Seim, Bjørn Floberg, Endre Hellestveit, Kathrine Fagerland, Dennis Storhøi, Christian Rubeck                         | [ 206 ] |
| Venkovský učitel | Bohdan Sláma                                                                 | República Tcheca                          | Drama                          | Pavel Liška, Zuzana Bydžovská | Um jovem professor gay passa a dar aula na escola de um vilarejo, e é seguido por um ex-namorado ciumento                                                  |
| Vicky Cristina Barcelona | Woody Allen                                                                  | EUA, Espanha                              | Drama, Comédia, Romance        | Javier Bardem, Penélope Cruz, Scarlett Johansson, Patricia Clarkson, Kevin Dunn, Rebecca Hall                                    | |
| Vil romance | José Celestino Campusano                                                     | Argentina                                 | Drama                          | Nehuén Zapata, Oscar Génova, Marisa Pájaro, Javier De la Vega, Olga Perez                                                        | O relacionamento entre um jovem e um homem mais velho vira abusivo quando o primeiro é pego traíndo                                                        |
| Vincent: A Life in Color | Jennifer Burns                                                               | EUA                                       | Documentário                   | Vincent Falk | Segue uma figura excêntrica de Chicago |
| Walang Kawala | Joel Lamangan                                                                | Filipinas                                 | Drama                          | Polo Ravales, Joseph Bitangcol, Emilio Garcia, Jean Garcia, Paolo Rivero, Althea Vega                                            | Um pescador deixa sua esposa para procurar o amante que o deixou no submundo gay de Manila                                                                 |
| Walk Like a Man | Jim Morgison, Patricia Zagarella                                             | EUA, Austrália                            | Documentário                   | Ian Roberts, Annah-Ruth Dominis, Pete Dubois, Sean Dmyterko, Bryce Eberhart, Leandro Gonzales                                    | Segue um time de São Francisco que se prepara para a Copa Mundial De Rugby Gay                                                                             |
| Watch Out | Steve Balderson                                                              | EUA                                       | Comédia, Drama, Terror         | Matt Riddlehoover, Amy Kelly, Peter Stickles, Jeff Dylan Graham, Jillian Lauren, Miriam Climenhaga                               | Um homem narcisista obcecado com seu próprio corpo começa a seguir um caminho perturbador                                                                  |
| Watercolors | David Oliveras                                                               | EUA                                       | Drama                          | Tye Olson, Kyle Clare, Greg Louganis, Karen Black                                                                                | trad. Aquarela - As Cores de Uma Paixão Um garoto tímido faz amizade com o campeão de natação da escola                                                    |
| The Way I See Things | Brian Pera                                                                   | EUA                                       | Drama                          | Brian Pera, Jonathan Ashford, Josh Berresford                                                                                    | Um ano após a morte de seu parceiro, um homem conhece várias igualmente danificadas durante uma viagem                                                     |
| Were the World Mine | Tom Gusta                                                                    | EUA                                       | Musical, Comédia               | Tanner Cohen, Wendy Robie, Judy McLane, Zelda Williams, Jill Larson, Ricky Goldman                                               | Adaptação de Sonhos de uma Noite de Verão, de William Shakespeare                                                                                          |
| When Kiran Met Karen | Manan Katohora                                                               | Índia, EUA                                | Drama, Romance                 | Chriselle Almeida, Kelli Holsopple                                                                                               | Uma atriz famosa de Bollywood conhece uma jornalista lésbica americana                                                                                     |
| Wild Combination: A Portrait of Arthur Russell                                                                                   | Matt Wolf                                                                    | EUA                                       | Documentário                   | Arthur Russell, Philip Glass, Allen Ginsberg, Bob Blank, Ernie Brooks, David Byrne                                               | Um retrato do cantor, violoncelista, produtor de disco, e compositor avant-garde Arthur Russell                                                            |
| With Gilbert & George | Julian Cole                                                                  | Reino Unido                               | Documentário                   | Gilbert Prousch, George Passmore, Julian Cole                                                                                    | Examina as vidas e o trabalho da dupla de artistas Gilbert & George                                                                                        |
| Wrangler: Anatomy of an Icon | Jeffrey Schwarz                                                              | EUA                                       | Documentário                   | Jack Wrangler, Margaret Whiting, William Ivey Long                                                                               | A história de Jack Wrangler, ícone da indústria pornográfica gay e heterossexual dos anos 70                                                               |
| The X Files: I Want to Believe                                                                                                   | Chris Carter                                                                 | EUA                                       | Ficção Científica              | David Duchovny, Gillian Anderson, Amanda Peet, Billy Connolly, Xzibit, Mitch Pileggi                                             | [ 219 ] |
| Zakrytye prostranstva (Закрытые пространства)                                                                                    | Igor Vorskla                                                                 | Rússia                                    | Comédia, Drama                 | Leonid Bichevin, Maria Mashkova, Oleg Makarov, Aleksandr Sklyar, Aleksandr Ilin, Elena Shevchenko                                | Uma entregadora de pizza emo conhece um jovem com agorafobia                                                                                               |
| Zweier ohne | Jobst Oetzmann                                                               | Alemanha                                  | Drama                          | Tino Mewes, Jacob Matschenz, Sophie Rogall, Peter Harting, Lena Stolze, Alexandra Schalaudek                                     | Dois jovens elevam sua amizade intensa a outro patamar |